# أبو سلمة التجيبي
القاضي سُلَيْم بن عِتر بن سلمة بن مالك التُّجِيبي ويُكنى أبو سلمة المصري قاضي مصر وقاصّها وأحد رواة الحديث. هو أوّل قضاة مصر في عهد معاوية بن أبي سفيان، وهو أوّل قاض يُدون أحكامه. وقد أصبحت بعض هذه الأحكام فيما بعد قواعد فقهية عندَ تدوين الفقه في عصر الدولة العباسية. وسمي بالناسك لشدة عبادته. وقيل إنّه أول من قص في مصر سنة تسع وثلاثين، ثم ولاه معاوية القضاة في مصر سنة أربعين، وتوفي سنة خمس وسبعين للهجرة.

## روايته للحديث
روى عن عمر بن الخطاب، وعلي بن أبي طالب، وأبي الدرداء، وحفصة أم المؤمنين، وأم الدرداء.
روى عنه علي بن رباح، ومشرح بن هاعان المعافري، وعقبة بن مسلم، والحسن بن ثوبان، والهيثم بن خالد، وسعيد بن عبد الرحمن المعافري.